# Mitsubishi Ki-202
Il Mitsubishi Ki-202 (三菱 Ki-202 秋水改?, Shusui Kai) fu un progetto di caccia intercettore con motore a razzo, sviluppo del Mitsubishi J8M, realizzato sul finire della seconda guerra mondiale dall'azienda giapponese Mitsubishi Heavy Industries e basato sul tedesco Messerschmitt Me 163 Komet.
Nessun esemplare fu mai costruito, visto il sopraggiungere dell'armistizio del 15 agosto 1945.

## Storia

### Sviluppo
Un difetto particolare del Me 163 e di tutti i velivoli basati su di esso, era l'autonomia estremamente ridotta che non consentiva più di qualche minuto di volo.
Per risolvere almeno in parte questo problema, la Marina imperiale giapponese propose una versione del J8M armata con un solo cannone da 30 mm, così da consentire un maggior carico di carburante. L'aereo si sarebbe dovuto chiamare J8M2.
L'esercito dal canto suo, optò per una soluzione diversa, ovvero allungare la fusoliera. Ciò avrebbe consentito di installare un serbatoio più capiente e, a differenza della versione proposta dalla marina, di lasciare invariato l'armamento. In base alla denominazione dell'esercito l'aereo si sarebbe dovuto chiamare Ki-202 e per ridurre ulteriormente il consumo di carburante, il velivolo sarebbe stato lanciato da una catapulta.

### Tecnica
Rispetto al J8M, il Ki-202 non avrebbe dovuto differire solo per le dimensioni, ma anche per il propulsore. Il progetto infatti prevedeva l'adozione di una nuova versione del motore a razzo denominata Tokuro-3.